# Joséphine de Bade
Pour les articles homonymes, voir Joséphine.
Titre
Princesse de Hohenzollern-Sigmaringen
27 août 1848 – 7 décembre 1849
(1 an, 3 mois et 10 jours)
Joséphine de Bade (en allemand : Josephine von Baden), princesse de Bade puis, par son mariage, princesse de Hohenzollern-Sigmaringen, est née le 21 octobre 1813 à Karlsruhe et morte le 19 juin 1900 à Sigmaringen. Fille du grand-duc Charles II de Bade et de Stéphanie de Beauharnais, elle est l'ancêtre des maisons royales de Roumanie et de Belgique et, par celles-ci, des maisons royales de Yougoslavie, de Grèce et d'Italie ainsi que de la maison grand-ducale de Luxembourg.

## «Petite-fille» de Napoléon
Troisième enfant et seconde fille du couple grand-ducal de Bade, elle naît après un garçon mort au berceau dans des conditions étranges en 1812 lequel serait le fameux Kaspar Hauser. Un autre garçon mort également au berceau et une fille suivront. La petite princesse porte le prénom de sa marraine l'ex-impératrice des Français Joséphine de Beauharnais, tante de sa mère. ce choix d'une souveraine déchue montre la constance et la fidélité du grand-duc héritier à sa parole et dans ses affections.
En effet, après la chute de l'Empire français et malgré les pressions de sa mère, le grand-duc refuse de divorcer bien que sa femme soit une « napoléonide » et que, prince protestant, il ne soit marié que selon le rite catholique de son épouse. Cependant, entraîné dès l'adolescence dans une débauche dont il ne sait se libérer, le grand-duc meurt prématurément en 1818 sans descendance mâle survivante, laissant la couronne à son oncle et mauvais génie Louis Ier de Bade.

## Enfance et éducation

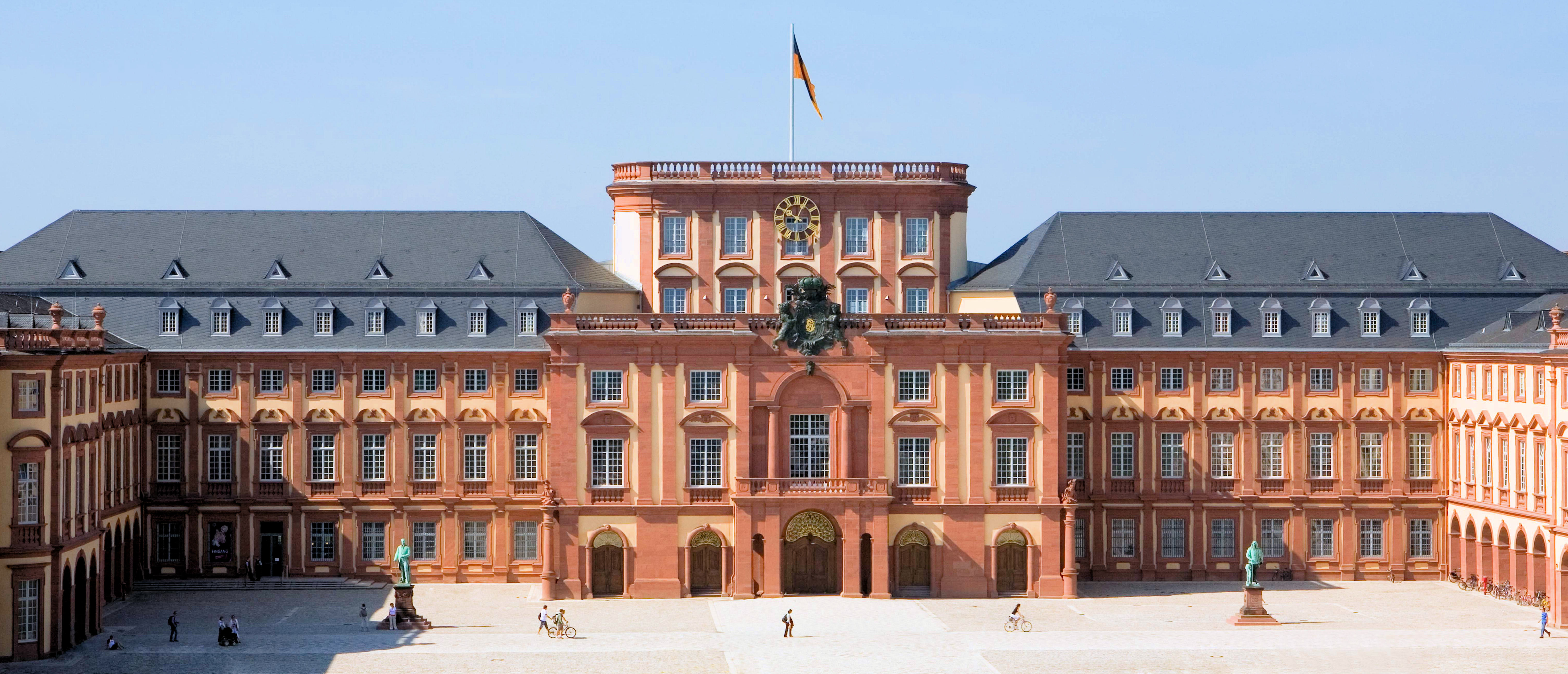
Le palais de Mannheim où la princesse Joséphine fut élevée avec ses sœurs

Veuve à 29 ans, princesse catholique au milieu d'une cour protestante qui lui est hostile (car fille adoptive de Napoléon Ier), la grande-duchesse douairière Stéphanie se retire à Mannheim, où elle élève ses trois filles à l'écart des intrigues. D'une grande dignité et de mœurs irréprochables, elle gagne l'estime des princes et des souverains de son temps qui, par ailleurs, sont les proches parents de feu son mari. Ses trois filles se convertissent toutes au catholicisme.
La princesse Joséphine est atteinte très tôt de problèmes d'ouïe. En dépit de nombreux soins notamment prodigués en France - où l'interdiction de séjour de sa mère est ponctuellement levée - la princesse devient bientôt sourde.

## Un mariage d'amour
Le 21 octobre 1834, Joséphine épouse à Karlsruhe, en présence du grand-duc Léopold Ier de Bade et de toute la cour, Charles-Antoine, prince héritier de Hohenzollern-Sigmaringen. Le jeune homme est le fils du prince Charles de Hohenzollern-Sigmaringen (1785-1853), chef de la Maison de Hohenzollern et lointain cousin du roi Frédéric-Guillaume III de Prusse, et d'Antoinette Murat (1793-1847), une autre « napoléonide ». 
La grand-mère du prince Charles-Antoine, née Amélie Zéphyrine de Salm-Kyrburg, qui avait vécu à Paris, à l'Hôtel de Salm pendant la Révolution française et dont le frère avait été guillotiné avec Alexandre de Beauharnais, était aussi une amie très proche de l'impératrice Joséphine.
Ce mariage dynastique est également un mariage d'inclination et le couple se montre très uni.
Ils ont six enfants :
- Léopold (1835-1905), qui épouse en 1861 Antonia, princesse de Portugal (1845-1913) qui lui donne trois fils ;
- Stéphanie (1837-1859), qui épouse en 1858 Pierre V, roi de Portugal (1837-1861), sans postérité ;
- Carol Ier (1839-1914), prince (1866) puis roi (1881) de Roumanie, qui épouse en 1869 Élisabeth de Wied (1843-1916), dont une fille morte enfant ;
- Antoine (1841-1866) tombé au champ d'honneur, sans alliance ni postérité ;
- Frédéric (1843-1904), qui épouse en 1879 Louise princesse de Tour et Taxis (1859-1948), sans postérité,
- Marie (1845-1912), qui épouse en 1867 Philippe de Belgique, comte de Flandre (1837-1905), d'où cinq enfants.

## Vie familiale et politique

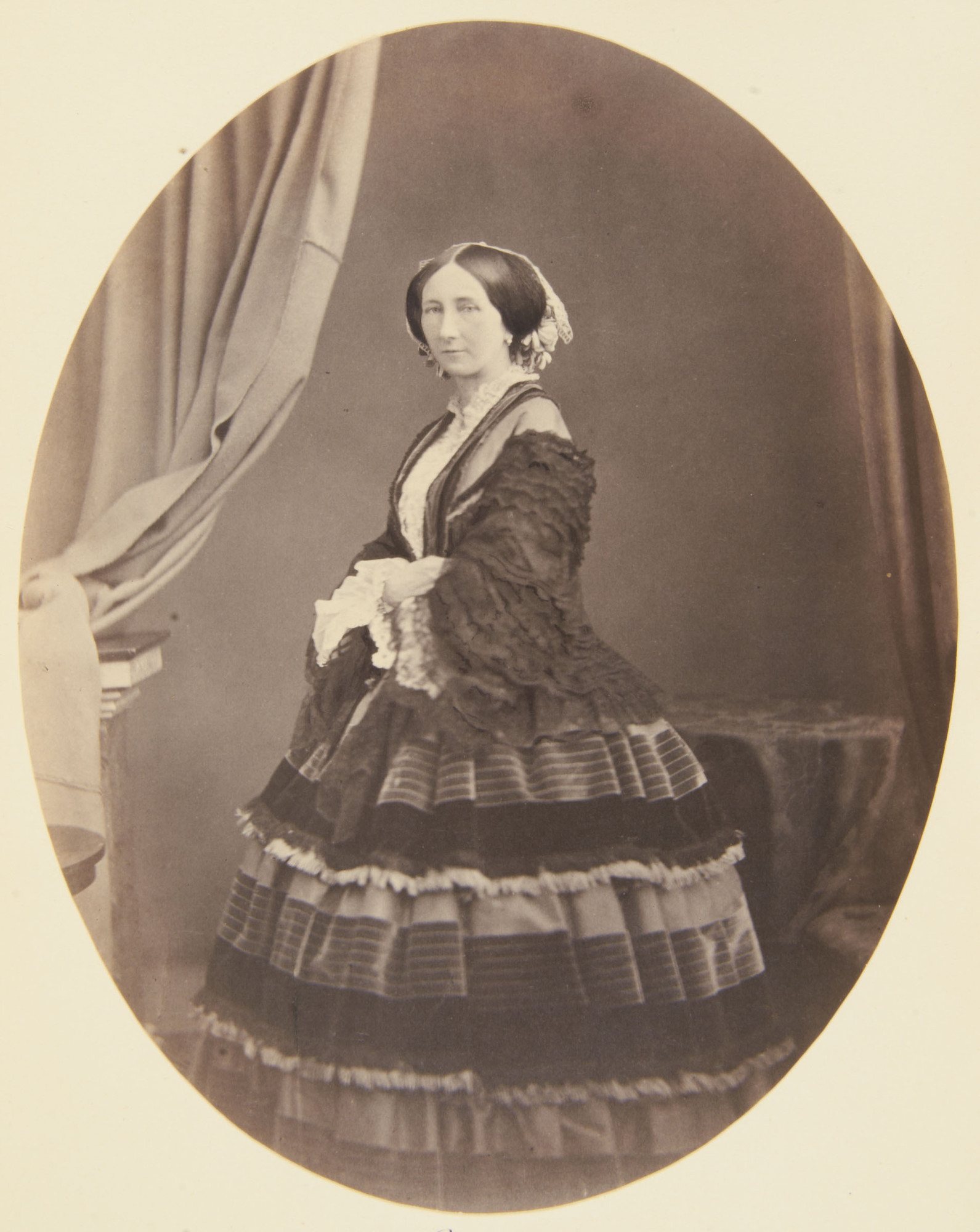
Josephine Princesse de Hohenzollern-Sigmaringen en 1858

À la suite de la Révolution de 1848, le beau-père de la princesse Joséphine abdique et Charles-Antoine devient prince régnant. Dès l'année suivante, celui-ci cède sa principauté à son lointain cousin le roi Frédéric-Guillaume IV de Prusse qui l'intègre au Royaume de Prusse. Son époux et sa famille sont alors placés à la tête de la nouvelle province de Hohenzollern, qui regroupe les deux anciennes principautés familiales, annexées. Atteint de démence, le roi de Prusse doit laisser la régence à son frère Guillaume, prince conservateur et militariste mais influençable. Son épouse, Augusta de Saxe-Weimar-Eisenach, est au contraire une femme à la forte personnalité, libérale et pacifiste. Proche du prince Charles-Antoine qui partage ses vues politiques, elle fait nommer celui-ci ministre-président du Royaume de Prusse. 
Le prince mène pendant quatre ans une politique libérale avant de devoir s'effacer à la suite de la crise des crédits militaires. C'est le comte de Bismarck, ultra-conservateur et belliciste, qui lui succède. Pour la princesse Joséphine, les années où son mari est au pouvoir sont des années de deuil, les suivantes sont des années de succès.
En 1858, sa fille aînée se marie brillamment en devenant reine de Portugal. Bonheur éphémère, la jeune souveraine meurt dès l'année suivante et son mari la suit de peu dans la tombe. La princesse perd également sa mère, la grande-duchesse douairière Stéphanie en 1860. Proches parents des Beauharnais et des Murat, les princes de Hohenzollern bénéficient de la bienveillance de l'empereur des Français Napoléon III.
En 1866, alors que le prince Antoine, âgé de 24 ans, tombe au champ d'honneur face à l'Autriche pendant la guerre voulue par Bismarck, le fils cadet du couple, Carol, soutenu par Napoléon III, est élu prince de Roumanie. Il se proclame roi en 1881. 
En 1868, le prince héritier Léopold de Hohenzollern, 33 ans et père de trois fils, est pressenti pour devenir roi d'Espagne. Il y renonce sur les conseils de son père pour éviter la guerre avec la France. Malgré tout, Napoléon III, malade et manipulé par Bismarck, déclare la guerre à la Prusse deux ans plus tard. 
Marie, la seconde fille des princes de Hohenzollern, devient princesse de Belgique et donne le jour au roi Albert Ier. 
Enfin le prince Frédéric, en épousant Louise princesse de Tours et Taxis, fille de la plus grande fortune d'Allemagne, devient par mariage le neveu de la fameuse impératrice Sissi.

## Descendance et alliances prestigieuses
Joséphine perd son mari en 1885, puis en 1891 son petit-fils Baudouin de Belgique. Héritier du trône de Belgique, le jeune prince faisait l'admiration de ses contemporains et sa mort prématurée à l'âge de 21 ans, constitue un deuil pour toute l'Europe. Approche ensuite, pour la princesse Joséphine, l'époque des mariages de ses petits-enfants.
Si tous contractent des unions conformes à leur rang, certaines alliances se distinguent :

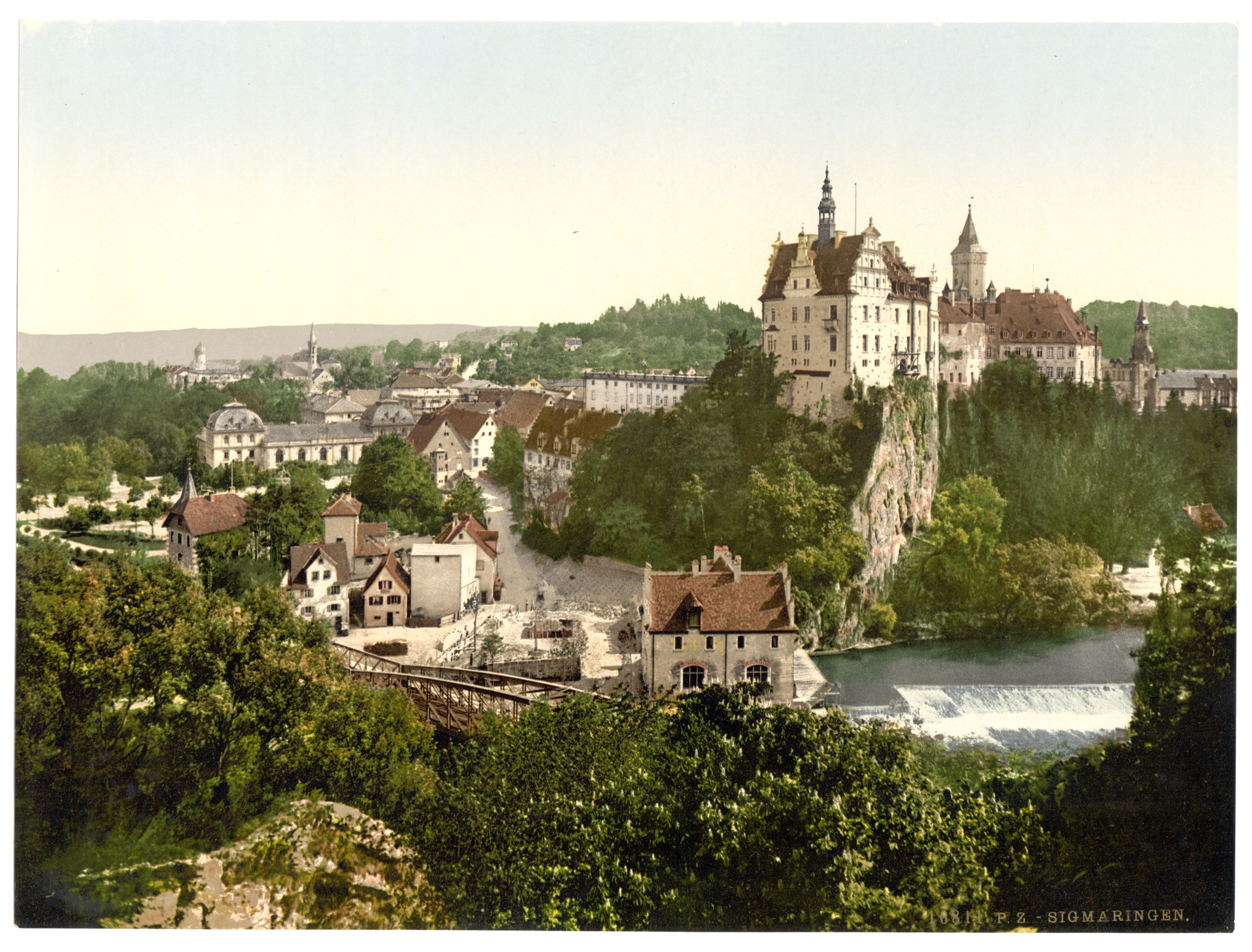
Le château surplombant la bourgade de Sigmaringen, ancienne capitale des princes où vécut et s'éteignit la princesse Joséphine

En 1893, son petit-fils Ferdinand de Hohenzollern, second fils du prince Léopold, déclaré successeur de la couronne roumaine, épouse Marie de Saxe-Cobourg-Gotha, une petite-fille de la reine Victoria du Royaume-Uni. Leurs filles règnent sur les royaumes balkaniques voisins.
En 1894, la princesse Joséphine assiste au mariage de deux autres de ses petits-enfants : sa petite-fille et filleule belge Joséphine de Belgique épouse son petit-fils prussien Charles-Antoine de Hohenzollern, troisième et dernier fils du prince Léopold. 
Deux ans plus tard la princesse Henriette de Belgique épouse un prince français Emmanuel d'Orléans, « duc de Vendôme » dont la mère, née duchesse Sophie-Charlotte en Bavière, meurt tragiquement dans l'incendie du Bazar de la Charité. 
Pendant la réception qui suit la célébration des obsèques, le prince Albert de Belgique, autre petit-fils de la princesse Joséphine, rencontre une nièce de la défunte, la duchesse Elisabeth en Bavière. Les deux jeunes gens sont bientôt fiancés. 
Le 19 juin 1900, la princesse Joséphine, âgée de 87 ans, meurt à Sigmaringen peu avant la célébration des noces de son petit-fils.
Ainsi la princesse Joséphine, née d'une « napoléonide » mais mariée à un prince prussien, est-elle l'ancêtre des familles royales de Roumanie et de Belgique.

## Honneur
- Dame de l'ordre de Louise (Empire allemand).

## Source
- Françoise de Bernardy : Stéphanie de Beauharnais, Librairie académique perrin, Paris